# Ивин, Борис Иванович
Борис Иванович Ивин (1909, Санкт-Петербург, Российская империя — 1942, Куйбышев, СССР) — советский футболист и тренер.
Брат Александра Ивина и брат Владимира Ивановича Ивина (1890-1942), работавшего инженером путей сообщения и умершего в Блокаду Ленинграда. 
Дядя Марины Ивиной (Беленкис)

## Биография
Детство Бориса Ивина прошло в дачном посёлке под Петербургом (ныне — микрорайон Шувалово-Озерки). Он увлекался футболом, тяжёлой атлетикой, лыжами и прыжками с трамплина. Серьёзно играть в футбол начал в команде Выборгского района в первенстве Ленинграда. С июля 1929 выступал за второй состав сборной города. В 1930 году играл за сборную СССР, стал её капитаном.
В начале 1930-х Ивин перешёл в команду завода «Красный Выборжец», где выделялся большими организаторскими способностями, что привело к конфликту, и в начале 1934 Ивин перешёл в команду ЛМЗ «Сталинец». Туда он пригласил группу сильных футболистов, сам стал тренером и капитаном команды и многими специалистами считался одним из лучших хавбеков СССР. В начале сезона 1938 года в команде произошёл конфликт с главным тренером Петром Филипповым, который подал в отставку, и исполняющим обязанности тренера был назначен Ивин. Домашний матч 4 июня с московским «Спартаком» «Сталинец» проиграл 0:4, и команду принял Константин Егоров. В июне 1940 «Зенит» вновь возглавил Филиппов, и Ивин ушёл из команды, но остался работать на ЛМЗ.
Число сыгранных за «Сталинец» / «Зенит» игр и забитых голов согласно различным источникам разное: 75 матчей (10 голов), 69 матчей (8 голов), 87 матчей (8 голов).
Погиб в 30 августа 1942 от пули члена одной из орудовавших в годы войны банд в Куйбышеве.

## Клубная статистика
| Выступление      | Выступление      | Выступление      | Лига | Лига | Кубки | Кубки | Итого | Итого |
| Клуб             | Лига             | Сезон            | Игры | Голы | Игры  | Голы  | Игры  | Голы  |
| ---------------- | ---------------- | ---------------- | ---- | ---- | ----- | ----- | ----- | ----- |
| Сталинец (Л)     | Б                | 1936в            | 7    | 2    | 3     | 1     | 10    | 3     |
| Сталинец (Л)     | Б                | 1936о            | 2    | 0    | 1     | 0     | 3     | 0     |
| Сталинец (Л)     | Б                | 1937             | 13   | 1    | 1     | 0     | 14    | 1     |
| Сталинец (Л)     | А                | 1938             | 22   | 6    | 4     | 0     | 26    | 6     |
| Сталинец (Л)     | А                | 1939             | 26   | 0    | 6     | 0     | 32    | 0     |
| Сталинец (Л)     | Итого            | Итого            | 70   | 9    | 15    | 1     | 85    | 10    |
| Зенит (Л)        | А                | 1940             | 9    | 1    | —     | —     | 9     | 1     |
| Зенит (Л)        | Итого            | Итого            | 9    | 1    | —     | —     | 9     | 1     |
| Всего за карьеру | Всего за карьеру | Всего за карьеру | 79   | 10   | 15    | 1     | 94    | 11    |

## Достижения
- Финалист Кубка СССР 1939